# Хвасон-5
Хвасон-5 (кор. 화성 5호, Hwaseong daseot ho, Hwasŏng dasŏt ho, Хвасон дасэт хо, буквально — Марс 5) — северокорейская одноступенчатая жидкостная оперативно-тактическая баллистическая ракета, разработанная на базе советской ракеты 8К14 (Р-17, Р-300) комплекса 9К72 «Эльбрус».

## История
В 1980 году КНДР получила от Египта советский оперативно-тактический ракетный комплекс 9К72 с жидкостной ракетой 8К14.
К 1984 году было завершено копирование ракеты 8К14 северокорейскими инженерами и в апреле проведены её первые летные испытания, этот прототип получил условное обозначение «Хвасон-5». Первоначально «Хвасон-5» являлась практически точной копией советского прототипа, но позднее КНДР удалось модернизировать ракету, несколько увеличив дальность её полёта.
Одновременно с обратной разработкой 8К14 шло построение ракетостроительной инфраструктуры, главными элементами которой стали 125-я фабрика в Пхеньяне, Институт исследований и разработок в Санум-дон (пригород Пхеньяна) и полигон Мусуданни.

## Тактико-технические характеристики
- Максимальная дальность: 320—340 км
- Масса боевой части: 1000 кг
- Стартовая масса: 5860 кг
- Длина: 11,2 м
- Диаметр: 0,884 м
- Количество ступеней: 1

## Операторы
- КНДР